# El Yagual (paroisse civile)
Pour les articles homonymes, voir El Yagual.
El Yagual est l'une des six paroisses civiles de la municipalité d'Achaguas dans l'État d'Apure au Venezuela. Sa capitale est El Yagual.

## Géographie

### Démographie
Hormis sa capitale El Yagual, la paroisse civile possède plusieurs localités dont :
- Barra de Trigre
- Caujarito
- Clarines
- Costa de Rosario
- El Chaparro
- El Filtrero
- El Garcero
- El Jabillo
- El Palmar
- El Pueblito
- El Yagual
- Guaiqueri
- Hato Viejo
- Herrerito
- La Cañada
- La Guayaba
- La Mona
- La Piedra
- La Puertera
- La Romana
- La Yagua
- Las Camazas
- Las Matas
- Los Cocos
- Los Gritoas
- Los Montes
- Marcolinero
- Mariquitero
- Montes de Oca
- Morichito
- Palmarito
- Palmira
- Playa Blanca
- Pozo Redondo
- San Luis
- Santa Elena
- Santa Marcelina
- Santa María
- Totumal
- Veladero